# Mocis diffluens
Mocis diffluens  là một loài bướm đêm thuộc họ Erebidae. Nó được tìm thấy ở México phía nam qua Trung Mỹ tới Nam Mỹ cũng như on Antilles.
Sải cánh dài khoảng 38 mm.